# Аттіліо Маркора
Аттіліо Маркора (італ. Attilio Marcora, 1899 — 1979) — італійський футболіст, що грав на позиції нападника, зокрема за клуб «Про Патрія» та національну збірну Італії.

## Клубна кар'єра
У дорослому футболі дебютував 1918 року виступами за команду «Про Патрія», в якій провів три сезони, взявши участь у 24 матчах чемпіонату. 
Згодом з 1921 по 1924 рік грав у складі команд «Саронно» та «Леньяно», після чого ще на чотири сезони повернувся до «Про Патрії».
Протягом 1928—1934 років захищав кольори клубів «Варезе», «Сереньо», «Галліате» та «Сереньо».
Завершив ігрову кар'єру у команді «Варезе», у складі якої вже виступав раніше. Повернувся до неї 1934 року, захищав її кольори до припинення виступів на професійному рівні у 1935.

## Виступи за збірну
1921 року провів свій єдиний матч у складі національної збірної Італії.
Помер 1 січня 1979 року на 81-му році життя.
| Дата       | Місто  | Господарі | Результат | Гості  | Турнір           | Голи | Примітки |
| ---------- | ------ | --------- | --------- | ------ | ---------------- | ---- | -------- |
| 06/11/1921 | Женева | Швейцарія | 1 – 1     | Італія | товариський матч | -    |          |
| Усього     |        | Матчів    | 1         |        | Голів            | 0    |          |